# Сохоне
Сохоне (пол. Sochonie) — село в Польщі, у гміні Васильків Білостоцького повіту Підляського воєводства.
Населення — 625 осіб (2011).
У 1975-1998 роках село належало до Білостоцького воєводства.

## Демографія
Демографічна структура станом на 31 березня 2011 року:
|          | Загалом | Допрацездатний вік | Працездатний вік | Постпрацездатний вік |
| -------- | ------- | ------------------ | ---------------- | -------------------- |
| Чоловіки | 311     | 68                 | 220              | 23                   |
| Жінки    | 314     | 68                 | 181              | 65                   |
| Разом    | 625     | 136                | 401              | 88                   |